# Bo Wickström
Bo Wickström es un deportista sueco que compitió en vela en la clase Star. Ganó una medalla de plata en el Campeonato Europeo de Star de 1972.

## Palmarés internacional
| Campeonato Europeo | Campeonato Europeo  | Campeonato Europeo | Campeonato Europeo |
| Año                | Lugar               | Medalla            | Clase              |
| ------------------ | ------------------- | ------------------ | ------------------ |
| 1972               | Kungsbacka (Suecia) | Medalla de plata   | Star               |